# Degnepoll
Degnepoll eller Deknepollen är en tidigare tätort i Kinns kommun  i Vestland fylke i västra Norge.